# Доисторическая Грузия
Доисторическая Грузия — период между первым заселением человеком территории современной Грузии и началом первого тысячелетия до нашей эры.

## Палеолит
На сегодняшний день на территории Грузии обнаружено и изучено более 400 памятников этой эпохи палеолита. В Грузии существует 6 районов распространения памятников эпохи палеолита:
- I. Причерноморская полоса Грузии — 200 памятников
- II. Бассейн рек Риони — Квирила — 100 памятников; 15 памятников разных разделов ашельской эпохи; мустье — 61 памятник; верхний палеолит и мезолит — 23; пещерные поселения — Джручула, Ортвала-Клде, Сакажиа, Бронзовая пещера и др.; 20 — верхнепалеолитического и мезолитического времени (Сагварджиле, Чахати, Сакажиа, Дзудзуана, Гварджилас-Клде и др.)
- III. Левобережье реки Куры, в пределах исторической Двалетии— современной Южной Осетии — 60 памятников; многослойные пещерные поселения Кударской и Цонской группы, где также выявлены культурные слои среднеашельского времени
- IV. Низкогорье правобережья реки Куры в пределах исторической Квемо-Картли
- V. Джавахетское нагорье — 15 памятников
- VI. Иоро-Алазанское междуречье — 34 памятника[1]

В причерноморской зоне находится наибольшее количество памятников палеолита. В ашельских памятниках Причерноморья и Рионо-Квирильского бассейна обнаружено много каменных орудий труда, однако мало ручных рубил. Следовательно, в эпоху ашеля в Западной Грузии было мало ручных рубил, а в Восточной Грузии их было много. Н. А. Бердзенишвили, отмечал, что главными очагами жизни доисторического человека были холмистые предгорья южных (Бзыбско-Кодорских) отрогов Кавказского хребта.

### Ранний палеолит

#### Дманиси

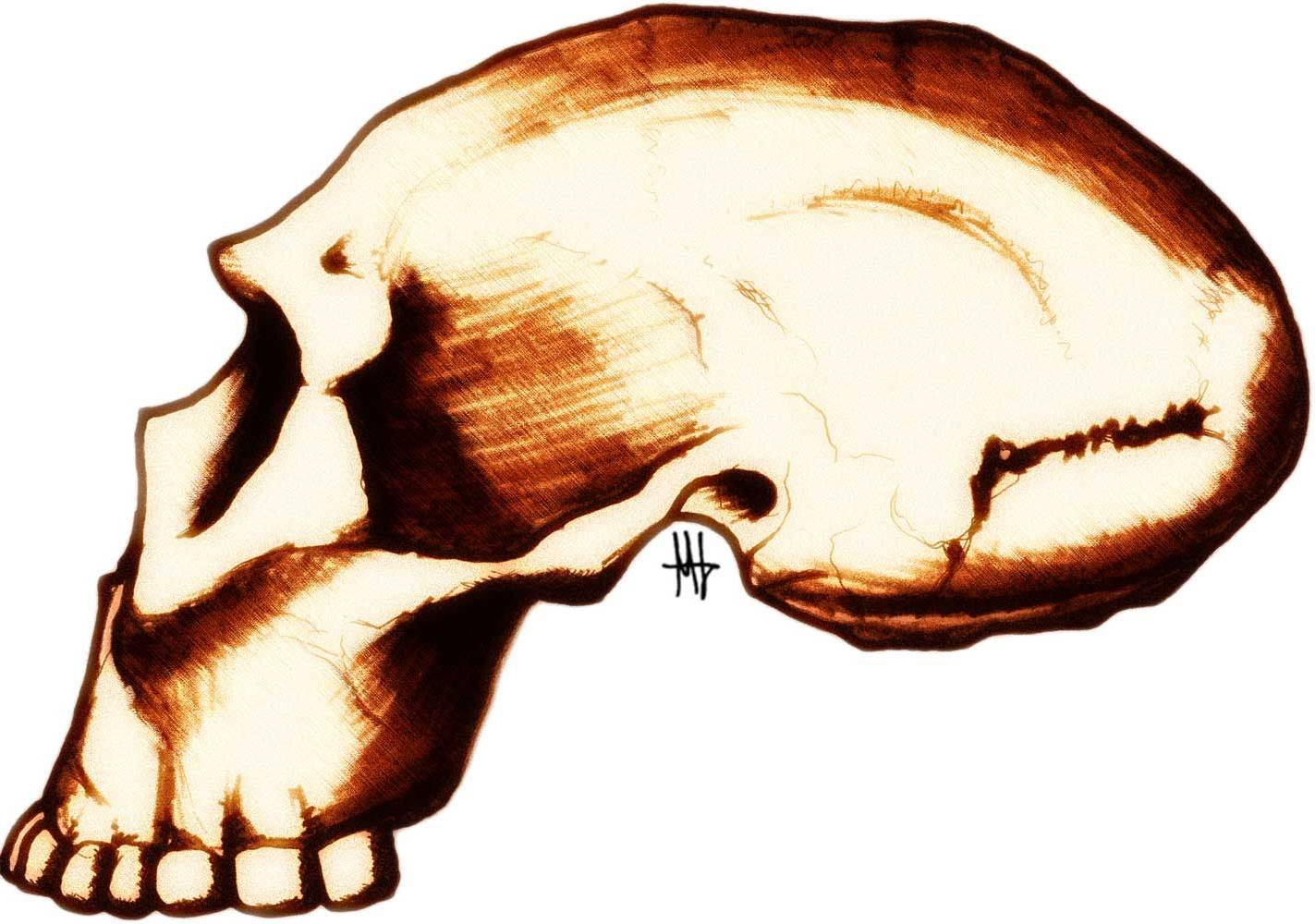
Реконструкция черепа Homo georgicus

Наибольшую известность Дманисское поселение получило после обнаружения черепов так называемого Homo georgicus (русск. Человек грузинский), жившего около 1,8 млн лет назад подвида Homo erectus.
В фауне Дманиси эпохи палеолита обнаружены — слоны, носороги, кабалоидные лошади, волки, медведи, рыси, леопарды, олени, косули, ископаемые козлы, первобытные быки и хомяки, и останки крупной птицы, предположительно из отряда страусовых.
Озёрные отложения Дманиси, фаунистические остатки и каменные предметы датируются 0,53 ± 0,20 млн лет до н. э.

#### Орозмани
Остатки животных и каменные орудия, найденные близ села Квемо-Орозмани, датируются возрастом около 1,77—1,84 млн лет (ранний палеолит). Близ села Квемо-Орозмани, находящегося на расстоянии около 30 км от Дманиси, обнаружили человеческая челюсть и человеческий зуб (четвёртый премоляр нижней челюсти, возможно представителя Homo erectus) возрастом 1,8 млн лет.

#### Яштухская стоянка-мастерская
Яштухская стоянка-мастерская — группа памятников раннеашельского периода на высоте 80—140 м над уровнем моря, в 2 км от города Сухуми. Яштухская стоянка самый крупный памятник эпохи древнего палеолита Абхазии, вся группа, состоящая из 30 памятников, занимает 70 га. Самые ранние памятники Абхазии Яштхва и Бырцх относятся к эпохе раннего ашеля.

#### Бубас-Клде
Бубас-Клде (также Цонская пещера) — пещера эпохи среднего ашеля, на высоте 2150 м, в Джавском муниципалитете Южной Осетии. Основными орудиями жителей Бубас-Клде были ручные рубила и груборубящие. Археологами также обнаружено много скребуще-режущих предметов, однако другие орудия обнаружены в малом количестве. На территории пещеры обнаружены растения — сосна (Pinus), ель (Pisea), тсига (Tsyga), бук (Fagus), ольха (Alnua), граб (Betula) и множество спор папоротниковых; животные — ящерицы, летучие мыши, лисицы, волки, пещерные медведи и львы, леопарды, заяц-русак, дикобраз, малоазийский хомяк, кустарниковая полёвка, тушканчик, дикий кабан, благородный олень, косуля, дикий баран, кавказский тур и первобытный зубр. Пернатые — альпийская галка, улар и ягнятник-бородач. Пещерному медведю принадлежит более 90 % всех изученных костей.

#### Кударо I
Кударо I пещера эпохи среднего ашеля, на высоте 1580—1600 м, в Кударском ущелье, крайне близко к Цонской пещере. Обе пещеры относятся к одному историческому периоду. В Кударо I обнаружены останки макаки и единственный в Южной Осетии зуб архантропа.

### Средний палеолит
Останки неандертальцев найдены в пещерах Джручула, Бронзовая на левобережье реки Шабата-геле (верхний левый первый моляр ребёнка 12—13 лет в слое 18), в пещере в нижнемеловых известняках на левом берегу реки Цхалцителы (зуб из слоя 3а), в пещерной стоянке Сакажиа (Западная Грузия).

#### Цопское поселение
Цопское поселение — поселение первобытных людей в трещине мраморнообразной известковой горы в Марнеульском муниципалитете, на высоте 180—200 м уровня реки. Мустье шарантского облика на Кавказе, представленное Цопской стоянкой, не имеет аналогов на Кавказе. В Цопи обнаружено 2800 предметов. В Цопской пещере обнаружены остатки 11 животных — шерстистый носорог, ископаемая лошадь, ископаемый осёл, безоаровый козёл, пищуха Нуклеусы — 99, отщепы — 1848, готовые орудия — 952.

#### Цуцхватский пещерный комплекс
Цуцхватский пещерный комплекс — пещерный комплекс, состоящий из 15 пещер, находится возле села Цуцхвати (Ткибульский муниципалитет). В 5 пещерах (Бронзовая пещера, Двойной грот, Бизоновая, Медвежья и Верхняя пещеры) обнаружены слои среднепалеолитической эпохи, в навесе Мзиури — слои верхнепалеолитической эпохи. В Цуцхватском комплексе обнаружены суслики, малоазиатские хомяки, песчанки, дикобразы, волки, шакалы, пещерные медведи, рыси, пещерные львы, лошади, гигантские олени, благородные олени, серны, западнокавказские козлы, первобытные зубры и др. По мнению А. К. Векуа цуцхватский комплекс свидетельствует о не проникновении слонов в Закавказье в плейстоцене, так как следов мамонтового фаунистического комплекса на территории комплекса не обнаружено вовсе. В Бронзовой пещере прослежена эволюция каменной индустрии от раннего до позднего мустье. Самой примечательной пещерой всего комплекса является Верхняя пещера, которая была местом проведения религиозных обрядов мустьерцев. Подношения частей туш убитых зверей, чаще всего пещерных медведей, также были распространены в пещерах Швейцарии, Германии и других.

### Верхний палеолит
Ранний верхний палеолит на Юго-Западном Кавказе представлен слоем D пещеры Дзудзуана , слоями 4С и 4D навеса Ортвала Клде, слоями Va-Vd пещеры Бонди и датируется интервалом от 40/37 до 32 тыс. лет назад.
В пещере Дзудзуана (Dzudzuana Cave) близ города Чиатура была обнаружена рукотворная льняная нить, возрастом 35 тыс. лет назад.
Общегеномная линия двух особей из пещеры Дзудзуана, датированных ~26 тыс. л. н., связана с народами Ближнего Востока и Северной Африки и составляет не менее 46 % их предков. Большая часть генома этих двух обитателей пещеры Дзудзуана, живших до последнего ледникового максимума (LGM), глубоко связана с постледниковыми западноевропейскими охотниками-собирателями из кластера «Виллабруна». У них определены митохондриальные гаплогруппы U6 (Dzudzuana2) и N (Dzudzuana3). Геном индивидуума Dzudzuana-2 более близок к геному образца SAT29 из пещеры Сацурблия, чем к геномам позднего верхнего палеолита из Сацурблии и мезолита из Котиас Клде или к любым другим евразийским геномам до LGM. У образца NEO283 (25 635 л. н.) из Котиас Клде определили митохондриальную гаплогруппу U4’9.
Митохондриальная ДНК человека из образца SAT16 LS29 (SAT29), взятого из осадочных отложений слоя BIII пещеры Сацурблия возрастом 25 тыс. лет до настоящего времени, обладает чётким генетическим сродством с митогеномами из пещеры Бачо Киро в Болгарии возрастом 45 тыс. лет до н. э. (BK-CC7-355 и BK-BB7-240) и Dzudzuana-3. SAT29 принадлежит к митохондриальной гаплогруппе N, также как и индивид Dzudzuana-3 из пещеры Дзудзуана. Геном отличается существенным базальным евразийским происхождением, который был компонентом предков большинства людей после Ледникового периода на Ближнем Востоке, в Северной Африке и некоторых частях Европы. Доля неандертальского происхождения в образце SAT29 с большой неопределенностью из-за низкого объёма данных оценивается в 1 % (95%-й доверительный интервал: 0 — 6,6 %) и аналогична оценке Дзузуана-2. Метод f3-статистики прямых генетических отношений между популяциями показывает наибольшее количество генетического дрейфа между SAT29 с Виллабруной (Италия, 12140±70 лет до н. в.) и Дзудзуана-2. Среди современных евразийских популяций геном SAT29 демонстрирует более высокую генетическую близость к северным и западным европейцам, чем к жителям Центральной и Южной Азии. Кроме того, в этом же образце из слоя BIII обнаружили мтДНК млекопитающих видов Canis lupus, Bos taurus и рода Ovis.
Зуб из пещеры Бонди найден в слое Vb, который датируется возрастом 21,5—24,6 тыс. лет назад. Фрагмент нижней челюсти из Девис-Хврели как минимум на 10 тыс. лет моложе. В палинологическом материале верхнепалеолитических слоёв пещеры Бонди найдены микроостатки волокон льна и шерсти.
В пещере Сакажиа в окрестностях Кутаиси найдены кремнёвые орудия типа граветт.

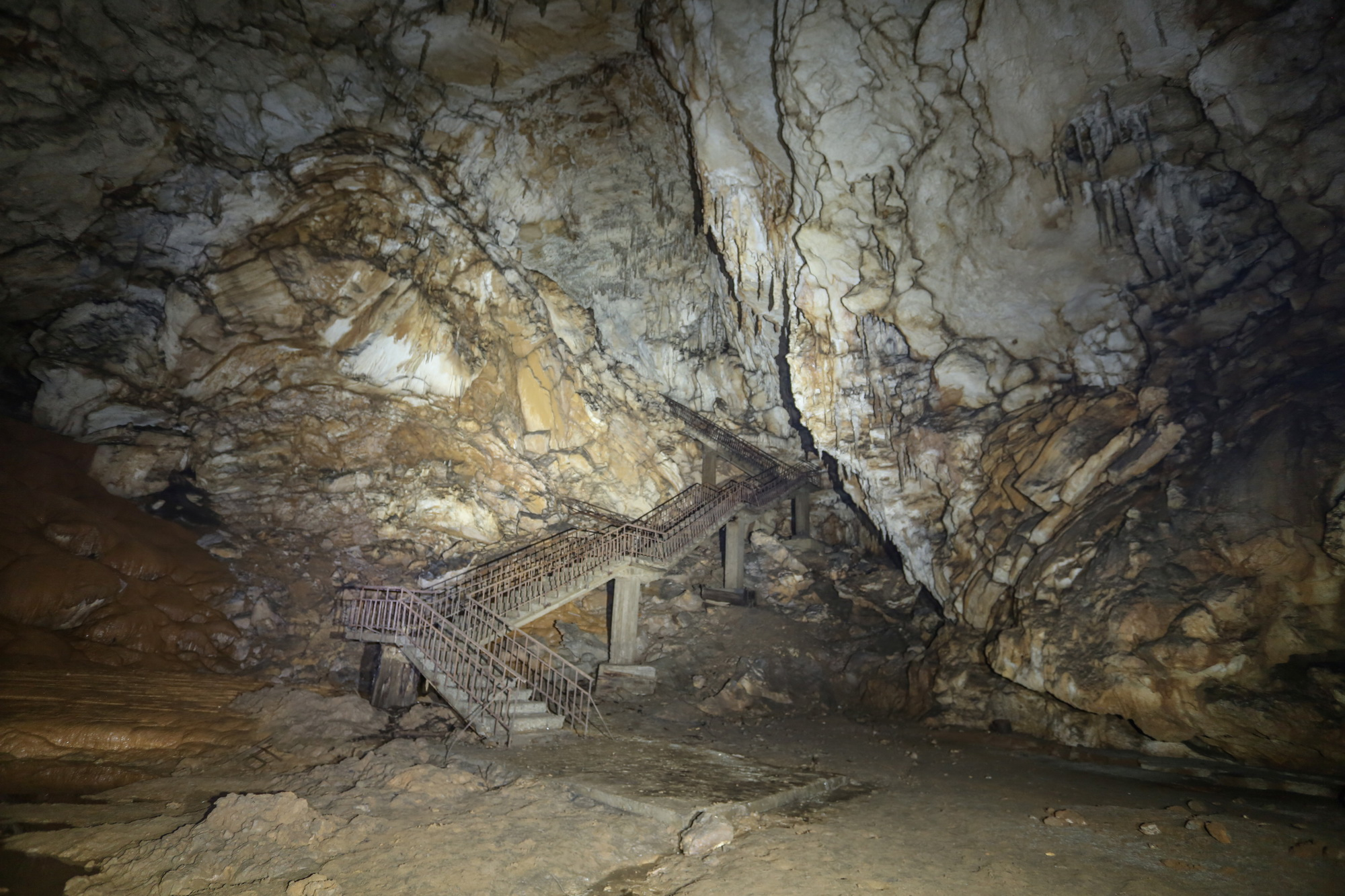
Пещера Сацурблия

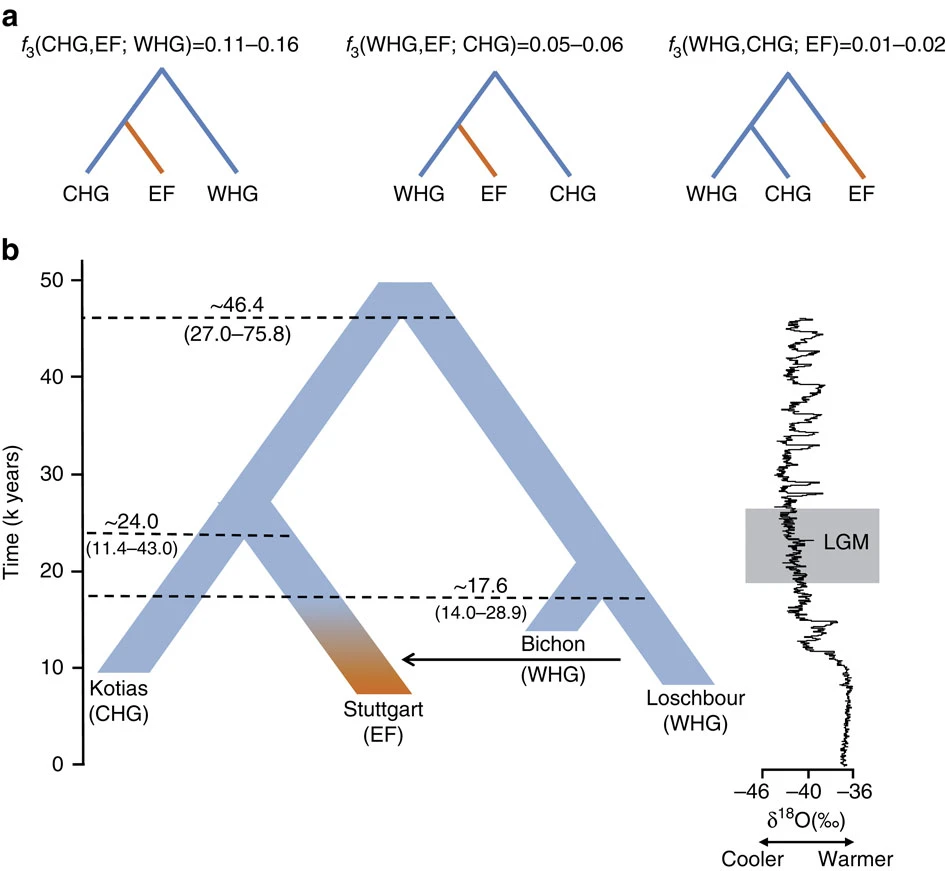
Отношения между кавказскими охотниками-собирателями, западными охотниками-собирателями и ранними земледельцами согласно Джонсу (2015)

У позднепалеолитического обитателя грузинской пещеры Сацурблия, жившего 13,3 тыс. лет назад, была обнаружена Y-хромосомная гаплогруппа J и митохондриальная гаплогруппа K3. Также к верхнему палеолиту относятся находки из пещер Devis Khvreli, Samertskhle Klde, Sagvarjile, Gvarjilas Klde и др.

## Мезолит
Палеолит в Грузии, как и на Ближнем Востоке, закончился около 12—10 тыс. лет назад и сменился мезолитом. Именно в это время сложились климат и ландшафт Кавказа, близкие к современным.
У представителя триалетской мезолитической культуры охотника KK1 из карстового грота Котиас Клде в известняках плато Мандаэти в Западной Грузии, жившего 9529-9895 тыс. лет назад, была обнаружена Y-хромосомная гаплогруппа J2a (J2a1b-Y12379*) и митохондриальная гаплогруппа H13c. Kotias, как и у Сацурблия, имел карие глаза (>0,96) и
тёмный оттенок волос (>0,92). Они оба имели аллель тёмной кожи в позиции rs16891982 и аллель светлой пигментации в позиции rs1426654. Подобно индивидуумам Hum2 и Motala12, Kotias имел светлокожий гаплотип C11. Его родственники с предком 10 800 лет сейчас составляют половину J в Грузии.
У образца NEO281 (7773 лет до н. э.) из Котиас Клде определили Y-хромосомную гаплогруппу J2b2 и митохондриальную гаплогруппу H13c.

## Неолит (новый каменный век)

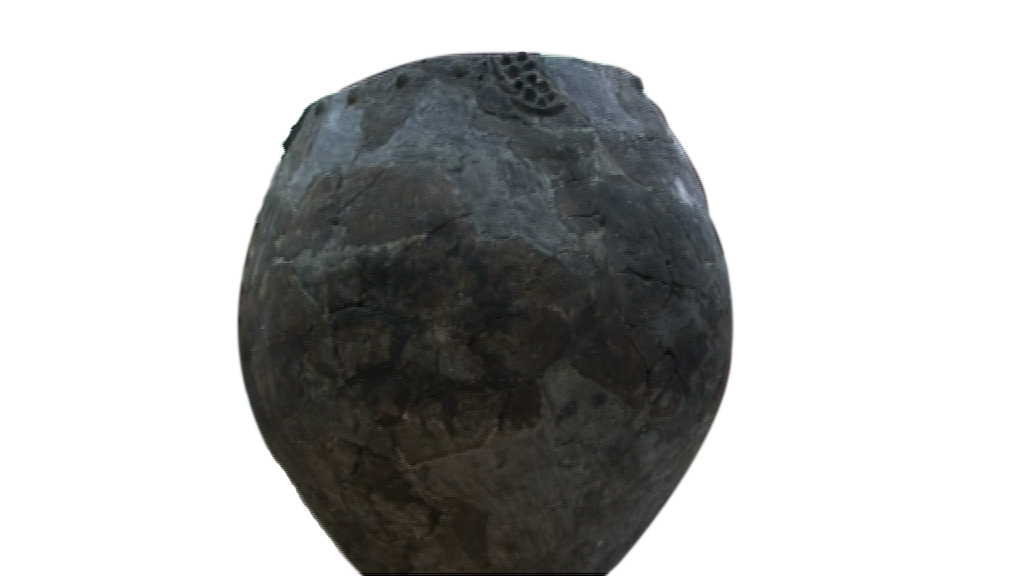
Неолитическая винная амфора культуры Шулавери-Шому

У образца ARO008 (7463 лет до настоящего времени) из Аручло определена Y-хромосомная гаплогруппа H2-P96.
Признаки неолита — перехода от охоты и собирательства к раннему земледелию и скотоводству проявляются на территории Грузии как минимум с 5000 года до н. э. Ранние неолитические памятники обнаружены в основном на западе Грузии: Хуцубани, Анасеули, Кистрики, Кобулети, Тетрамица, Апианча, Махвилаури, Котиас-Клде, Палури и ряд других. В V тыс. до н. э. стабильно заселён был также бассейн реки Кура (Мтквари). Такие поселения, как Цопи, Аручло и Садахло вдоль берегов Куры на востоке Грузии отличаются долговременной культурной традицией, своеобразной архитектурой и развитым мастерством обработки камня. Большинство указанных памятников относятся к процветавшей в конце неолита и в энеолите археологической культуре Шулавери-Шому. Радиоуглеродная датировка памятников этой культуры показывает, что её наиболее ранние поселения относятся к концу VI — началу V тыс. до н. э.
Культура Сиони-Цопи-Гинчи — это культура раннего и среднего энеолита Южного Кавказа. Культура названа по поселениям Сиони (Марнеульский муниципалитет) и Цопи в Грузии, и Гинчи в Шамильском районе Дагестана. Она датируется началом 5-го тыс. до н. э.
Лейлатепинская культура древнего Кавказа могла быть синхронной позднему этапу культуры Сиони-Цопи-Гинчи. Важное поселение лейлатепинской культуры находится в Бериклдееби в Грузии. До 25 % керамических сосудов, обнаруженных на лейлатепинских поселениях в степной зоне Закавказья, составляет посуда культуры сиони-цопи.
В горах восточной Анатолии и Южного Кавказа наличие одновременно животных, поддававшихся одомашниванию, и дикорастущих злаков, позволило создать древнейшие образцы аграрного общества (земледельцев и скотоводов). В этом смысле регион Анатолии и Южного Кавказа считается одной из «колыбелей цивилизации».
Предполагается, что в последней четверти IV тыс. до н. э. весь регион был заселён людьми, предположительно связанными с хурритами. На протяжении последующих 2 тысячелетий (период халколита) регион был относительно однороден культурно и, возможно, этнически.

## Бронзовый и железный век
В период около 3400—2000 гг. до н. э. возникает куро-аракская культура, как следует из названия, с центром в бассейнах рек Кура и Аракс. Её экономика основывалась в основном на разведении крупного рогатого скота и овец. С культурой связаны значительные культурные достижения. Социальная организация основывалась на вождествах. В погребальных курганах вождей обнаружены золотые и серебряные изделия с изящной отделкой. На некоторых сосудах выгравированы ритуальные сцены с признаками влияния ближневосточных культов. Эта крупная и процветающая культура поддержвала контакты с более развитой Аккадской империей в Месопотамии. Около 2300 г. до н. э. она приходит в упадок и распадается на ряд региональных культур. Одним из наиболее ранних преемников является культура Бедени на востоке Грузии.
К концу III тыс. до н. э. появляются свидетельства значительного экономического развития, расширения торговли между племенами. На западе Грузии в 1600—700 г. до н. э. существовала Колхидская культура (схожей с ней по соседству существовала кобанская культура), а на востоке Грузии — курганная триалетская культура достигла своего пика около 1500 г. до н. э. Ближе к концу II тыс. до н. э. на Южном Кавказе появляется обработка железа, и вскоре наступает подлинный железный век, когда появляется большое количество железных орудий и оружия, намного лучшего качества, чем прежние бронзовые. На большей части Ближнего Востока железный век наступил позже, лишь в X—IX вв. до н. э.
В этот период, по мнению лингвистов, распалось на несколько ветвей протокартвельское единство. Первым отделился сванский язык на северо-западе Грузии около XIX в. до н. э., затем, около VIII в. до н. э., отделился занский язык, на основе которого позднее возникли мингрельский и лазский языки. Из лингвистических данных видно, что наиболее ранний грузинский (картвельский) этнос состоял из 4 родственных племён: собственно грузины («карты»), заны (мингрелы и лазы, колхи), и сваны.